# Cäcilienbrücke

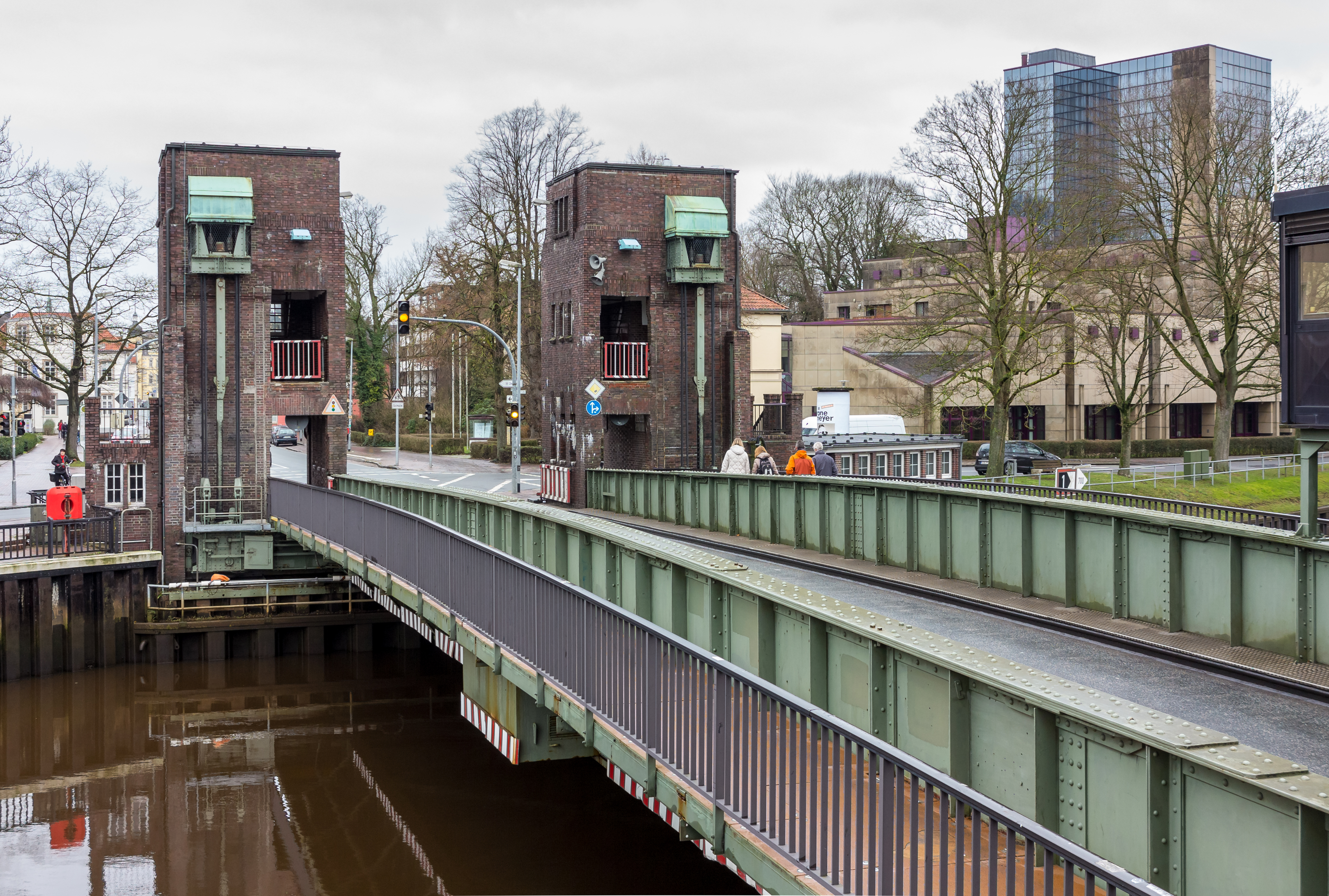
Cäcilienbrücke mit dem Staatsarchiv (rechts)

Die Cäcilienbrücke ist eine Hubbrücke über die Hunte bzw. den Küstenkanal in Oldenburg, die 2020 stillgelegt wurde und bis voraussichtlich 2028 neu errichtet werden soll. Sie wurde als Hubbrücke 1927 an Stelle einer Brücke von 1832 erbaut. Die Cäcilienbrücke verbindet die Innenstadt mit dem Stadtteil Osternburg. Die historischen Brückentürme wurden Anfang 2025 abgerissen. Für Fußgänger wurde ein provisorischer Ersatz geschaffen.
Als Maschineneinrichtung mit Bedeutung für den Schiffsverkehr wurde die Brücke ebenso wie auch die Oldenburger Schleuse vom Wasserstraßen- und Schifffahrtsamt Bremen betrieben.

## Lage
Die Brücke überquerte den kanalisierten Fluss etwa 500 m von der Einmündung der Hunte in den Kanal entfernt. Die Brücke lag rund 1 km vom Oldenburger Hafen entfernt. Die Brücke war eine von fünf Straßenbrücken über die Hunte, die im Bereich der Stadt Oldenburg den teilweise kanalisierten Fluss überqueren, und (nach dem Abriss des Vorläufers der heutigen Amalienbrücke) die einzige verbliebene Hebebrücke in Oldenburg. Neben der Cäcilienbrücke sind der Niedersachsendamm, die Amalienbrücke sowie die beiden Autobahnbrücken der A 28 (Hochstraße Oldenburg) und der A 29 weitere Flussquerungen in Oldenburg. Der Niedersachsendamm und die A 28 liegen dabei südlich der Cäcilienbrücke, die A-29-Brücke und die Amalienbrücke nördlich davon. Neben diesen Brücken über die Hunte gibt es im Oldenburger Stadtgebiet noch die Hundsmühler Straßenbrücke eine weitere Brücke, welche sich am Ortseingang von Hundsmühlen befindet, jedoch nur den Küstenkanal und nicht die Hunte überquert.
Die Brücke war in Ost-West-Richtung ausgerichtet und befand sich zwischen der Innenstadt, dem Gerichtsviertel (der Stadt Oldenburg aus der Zeit vor 1922) und dem Stadtteil Osternburg (bis 1922 der selbstständigen Gemeinde Osternburg), welcher von der Innenstadt aus gesehen auf der anderen Seite des Flusses liegt. Die Brücke verband die Straße Damm (Oldenburg) und die Bremer Straße (Osternburg) miteinander. In unmittelbarer Nähe der Brücke befinden sich das Landesmuseum für Natur und Mensch, die Abteilung Oldenburg des Niedersächsischen Landesarchivs sowie das Graf-Anton-Günther-Gymnasium.

## Vorgängerbrücke

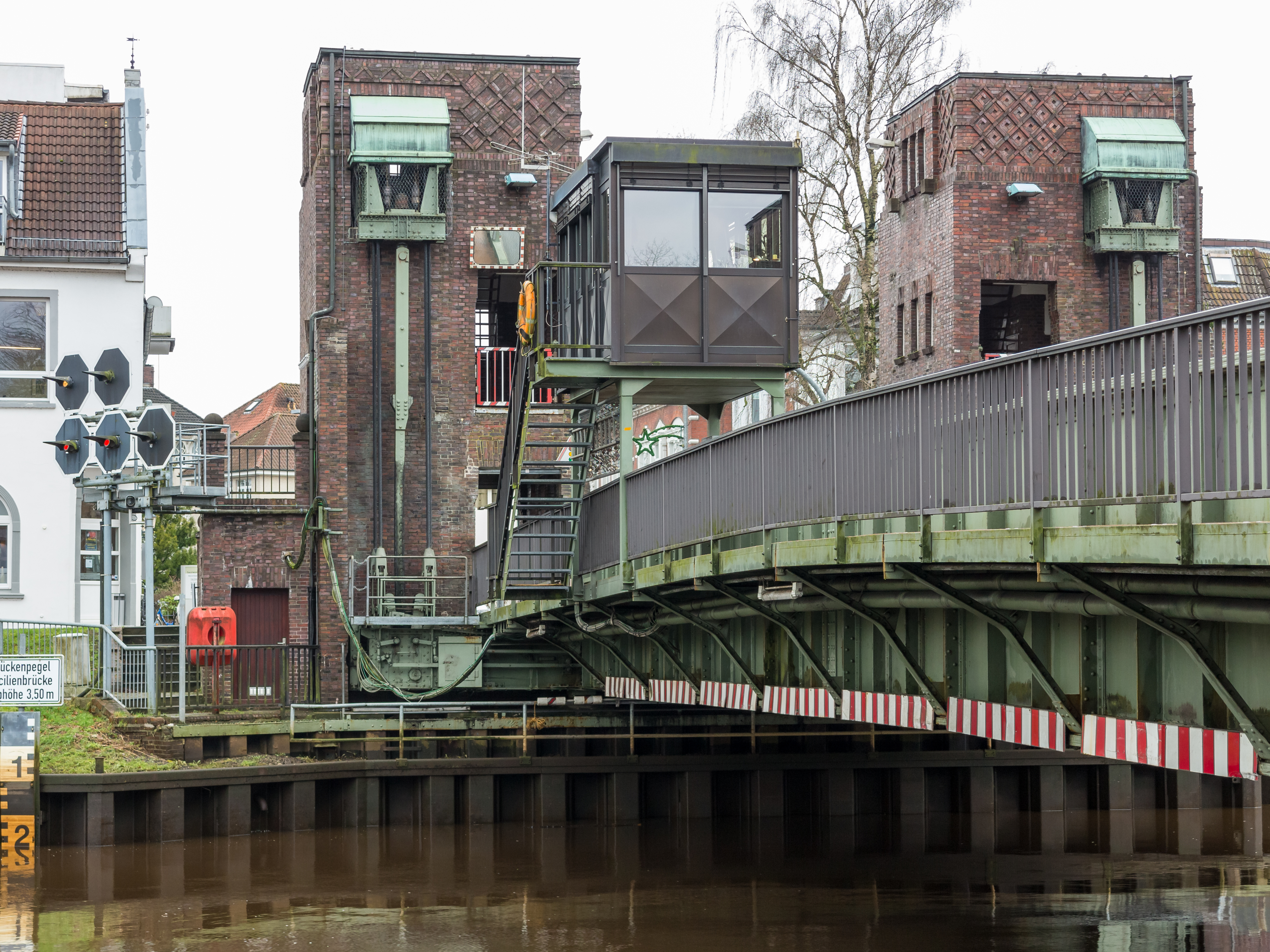
Wärterhaus und Hubmechanismus

Die Brücke bestand bis zum April 2020 aus jeweils zwei geklinkerten Türmen an beiden Ufern und aus einer Fahrbahn aus Stahl. Die Fahrbahn umfasste zwei asphaltierte Fahrstreifen für Kfz und Fahrräder sowie auf jeder Seite je einen, durch eine Wand abgegrenzten Gehweg.
Die Brücke hatte eine Spannweite von 40,80 m. Die Fahrbahn war 5,50 m breit, wenn man den Grundriss der Türme mit einrechnete, ergab sich eine Gesamtbreite von 10,30 m. Die Hebevorrichtung zog die Fahrbahn mit einer MAN-Maschinenanlage und Stahlseilen um 3,50 m nach oben, um die Durchfahrt von Schiffen zu ermöglichen.
Das Wärterhaus befand sich über dem nördlichen Fußweg mitten auf der Brücke. Ein Nebengebäude stellte das am nordwestlichen Ufer gelegene Schalthaus dar.
Wenn die Brücke hochgefahren war, konnten Fußgänger und Radfahrer über innerhalb der Türme gelegene Treppen auf die Brücke gelangen und so das andere Ufer erreichen.

## Geschichte

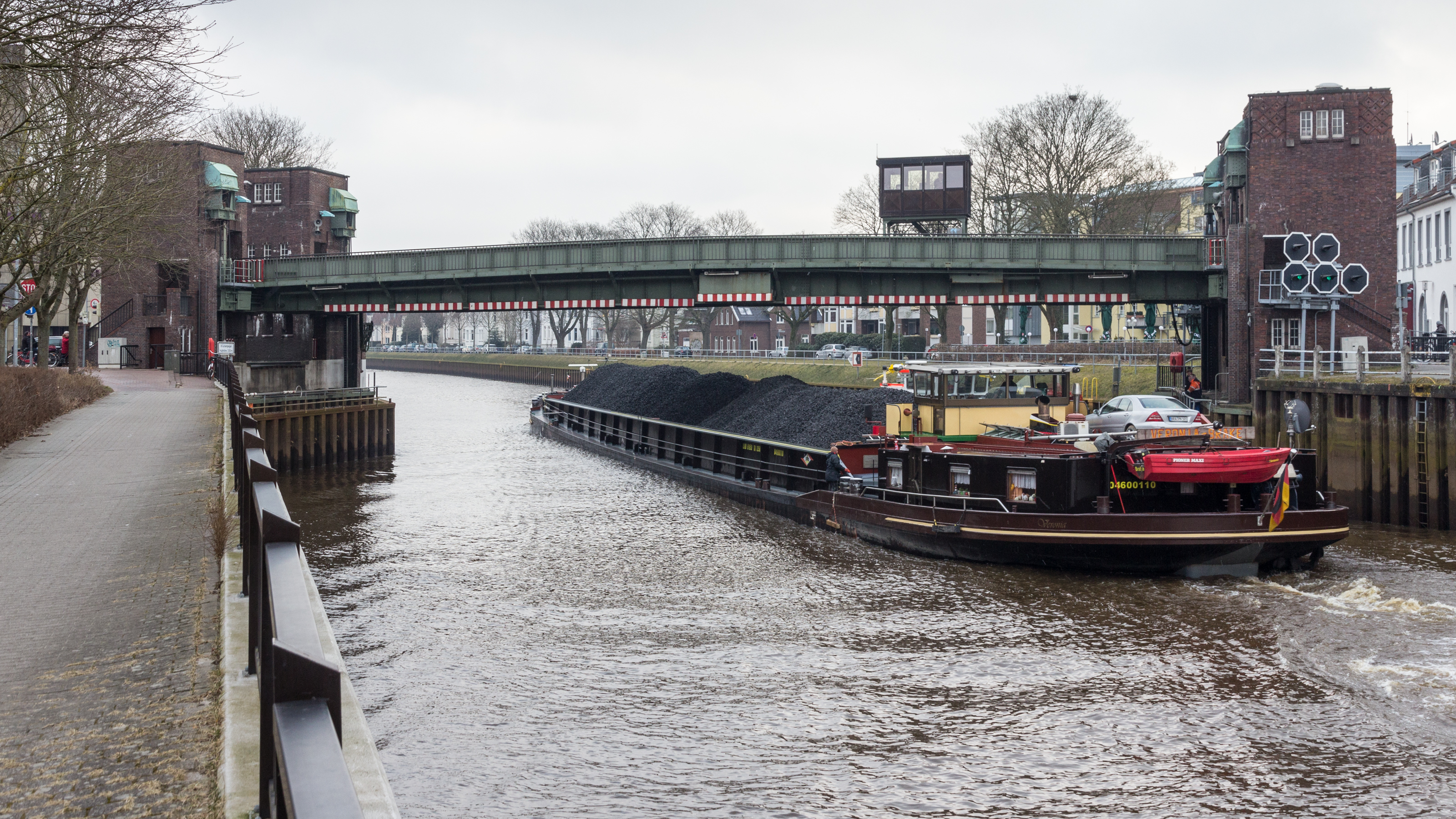
Schüttgutfrachter passiert die gehobene Cäcilienbrücke

An der Stelle der bis 2020 benutzten Cäcilienbrücke befand sich bis ins 18. Jahrhundert eine Furt, die die Überquerung der Hunte ermöglichte. Der Damm, nach dem die westliche Zufahrtsstraße benannt ist, war früher ein Knüppeldamm inmitten der moorigen Marschlandschaft, die Oldenburg umgab. Die Straße war Teil einer Handelsroute, die von Westfalen über Oldenburg nach Bremen führte und die Rolle der Stadt als Handelsplatz stärkte.
Für das Jahr 1752 wird der Bau einer Holzbrücke am Damm überliefert. Großherzog Paul Friedrich August ließ die Brücke im Jahr 1832 zu einer steinernen Bogenkonstruktion ausbauen und benannte sie nach seiner Frau Cäcilie von Schweden. Neben der Brücke ist auch die Cäcilienschule Oldenburg nach ihr benannt.
Mit dem Bau des Küstenkanals in den 1920er Jahren musste die Hunte auch für große Schiffe bis 600 Bruttoregistertonnen schiffbar sein, daher herrschte Bedarf nach einer höheren Brücke. Da dies unter den gegebenen baulichen Umständen nicht möglich war, entschied sich das Land Oldenburg für den Bau einer Hebebrücke. Die Brücke wurde von Adolf Rauchheld, dem damaligen Baumeister der Oldenburger Regierung, im Stil des Backsteinexpressionismus erstellt. 1927, im selben Jahr wie die ihr ähnliche alte Amalienbrücke, wurde die Cäcilienbrücke fertiggestellt und war zeitweilig die größte Hubbrücke Europas. Auch der Oberleitungsbus Oldenburg verkehrte über die Brücke.
Gegen Ende des Zweiten Weltkriegs wurde die Fahrbahn gesprengt, um den alliierten Truppen den Übergang über die Hunte zu erschweren. Danach wurde sie wieder aufgebaut und ist seit 1948 vollständig wiederhergestellt. Die Gewerke Stahl- und Elektromaschinenbau wurden an das MAN Werk Gustavsburg vergeben.
Im Februar 2013 erklärte das zuständige Wasser- und Schifffahrtsamt bei einer Sitzung des Verkehrsausschusses der Stadt Oldenburg, dass es beabsichtige, die Brücke abzureißen und durch einen komplett neuen Bau zu ersetzen. Das Amt begründete das Vorhaben damit, dass sowohl das Mauerwerk und die Gründung als auch der Hubmechanismus der denkmalgeschützten Brücke schwere Schäden aufweisen, die eine Sanierung aus Kostengründen unmöglich machen. Trotz des Denkmalschutzes muss also eine völlig neue Brücke gebaut werden, die stilistisch ihre backsteinexpressionistische Vorgängerin „zitieren“ soll.
Der Beginn der Bauarbeiten war für 2017 geplant. Im April 2018 war das Ende des Planfeststellungsverfahrens für das zweite Halbjahr 2018 und der Baubeginn frühestens für 2020 vorgesehen. Der hierzu vorgestellte Entwurf des Hamburger Architekten Joachim Kahl nimmt in der Gestaltung Bezug auf die bisherige Konstruktion.
Im Sommer 2018 musste das Heben der Brücke für den Schiffsverkehr an 80 Tagen eingestellt werden, weil sich der Oberbau bei Hitze zu stark ausdehnt und den Hebemechanismus beeinträchtigt. Von Juli bis Ende September 2019 wurde die Brücke für den Autoverkehr gesperrt, weil wegen der Baufälligkeit bei Temperaturen über 20 Grad Celsius der Hebemechanismus nicht funktioniert. Um den Schiffsverkehr zu gewährleisten, wurde die Brücke um 1,60 m angehoben und war nur für Fahrräder und Fußgänger über eine Rampe passierbar.

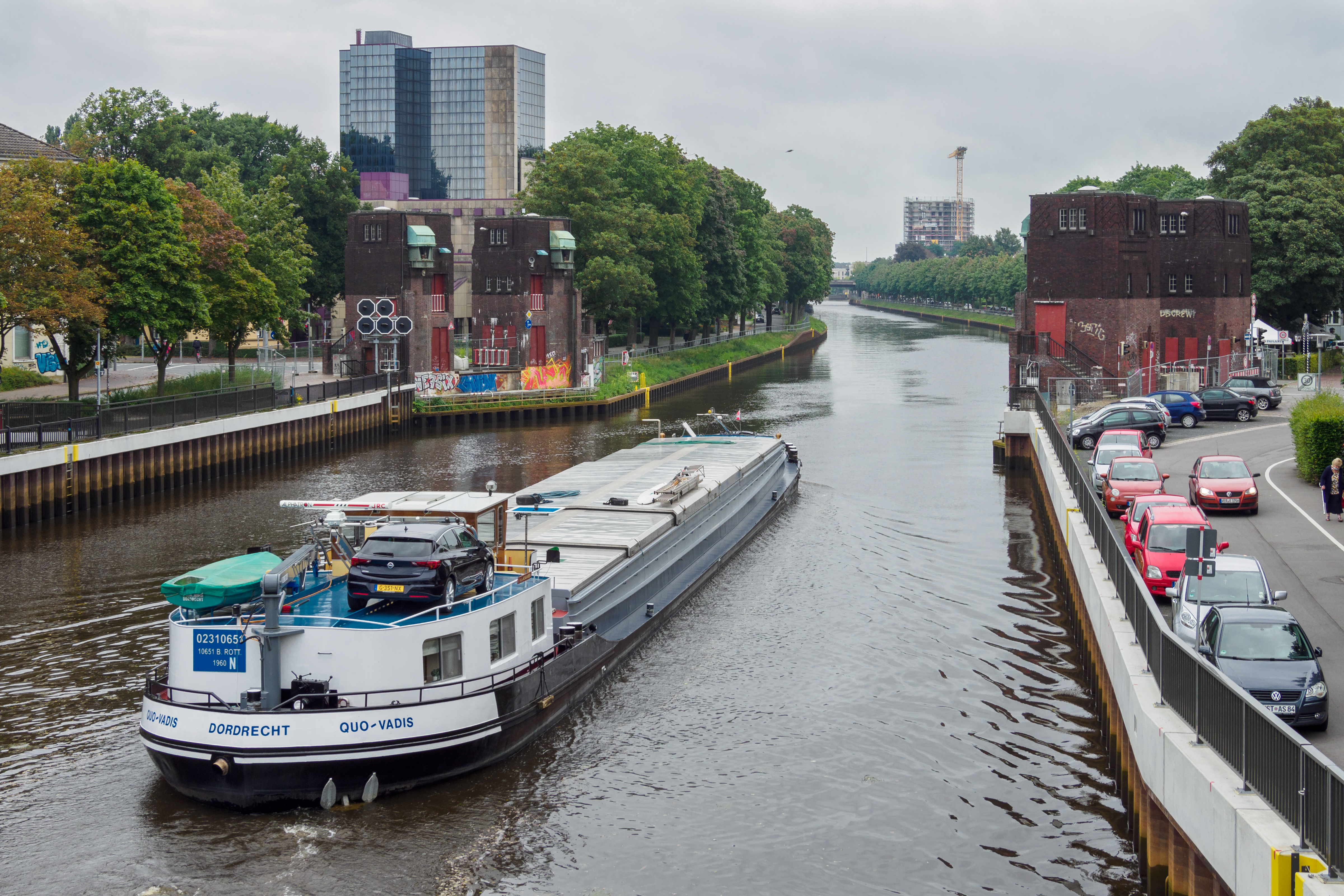
Quo vadis, Cäcilienbrücke August 2021

Für die Zeit des Neubaus wurde 150 Meter südlich eine Behelfsbrücke ausschließlich für Fußgänger mit Rampen aufgebaut. Am 24. April 2020 wurde die Überfahrt gesperrt und die Brücke außer Betrieb genommen. Am 9. Mai 2020 wurde das Hubteil mit Hilfe des Schwimmkrans TRITON entfernt. Bei der Untersuchung der Brückentürme wurden asbesthaltige Beschichtungen gefunden, die vor dem Abbruch zusammen mit anderen gefährlichen Abfällen, geschätzte zwölf Tonnen, aufwendig entfernt werden mussten. Der Abbruch erfolgte nach mehreren Verzögerungen im Januar/Februar 2025.